# Никола Бељић
Никола Бељић (14. мај 1983, Лазаревац) је српски фудбалер, који игра на позицији крила, а тренутно је без клуба.

## Каријера
Своју каријеру Бељић је почео у омладинском погону Колубаре, па је онда прешао у Црвену звезду где је почео сениорску каријеру. За Звезду је одиграо само 4 утакмице у првом тиму, а онда је послат на позајмице у Будућност Банатски Двор и Смедерево. Године 2007. прелази у ОФК Београд, где стандардно игра три сезоне, а 2010. као награду за игре добија позив у репрезентацију Србије где је одиграо утакмицу против Јапана, на мечу који су углавном чинили играчи из Суперлиге. Након ОФК Београда, Бељић прелази у грчки Пансераикос, а играо је још и за Атромитос, Пантракикос и Платаниас. Године 2015. прелази у Вождовац, да би се опет вратио у Грчку и заиграо за Шкоду Ксанти. Сезоне 2016/17. прелази у Земун, где стандардно игра две сезоне.

## Трофеји
Црвена звезда
- Прва лига Србије и Црне Горе: 2003/04
- Куп Србије и Црне Горе: 2003/04